# Správní činnost
Správní činnost je aktivita ve veřejné správě, která se neustále dokola opakuje. Je označována jako algoritmus ve veřejné správě, což je přesný návod či postup, kterým lze vyřešit daný typ úlohy. Rozumí se tím pouze takové postup, které splňuje požadavky na ukončení činnosti v konečném počtu kroků. Výsledkem algoritmu správní činnosti je například správní rozhodnutí, vydávání opatření obecné povahy, uzavírání veřejnoprávních smluv. Takovou činnost vykonávají orgány veřejné správy z pozice státní správy i samosprávy.
Na správní činnosti se vztahují i obecné zásady, které pokrývají celou činnost veřejné správy. Patří mezi ně zásada zákonnosti, zásada zákazu zneužití pravomoci, princip proporcionality, zásada materiální pravdy, zásada legitimního očekávání.
Tento koloběh činností se skládá z plánování, organizování, rozhodování, řízení a kontroly.

## Plánování

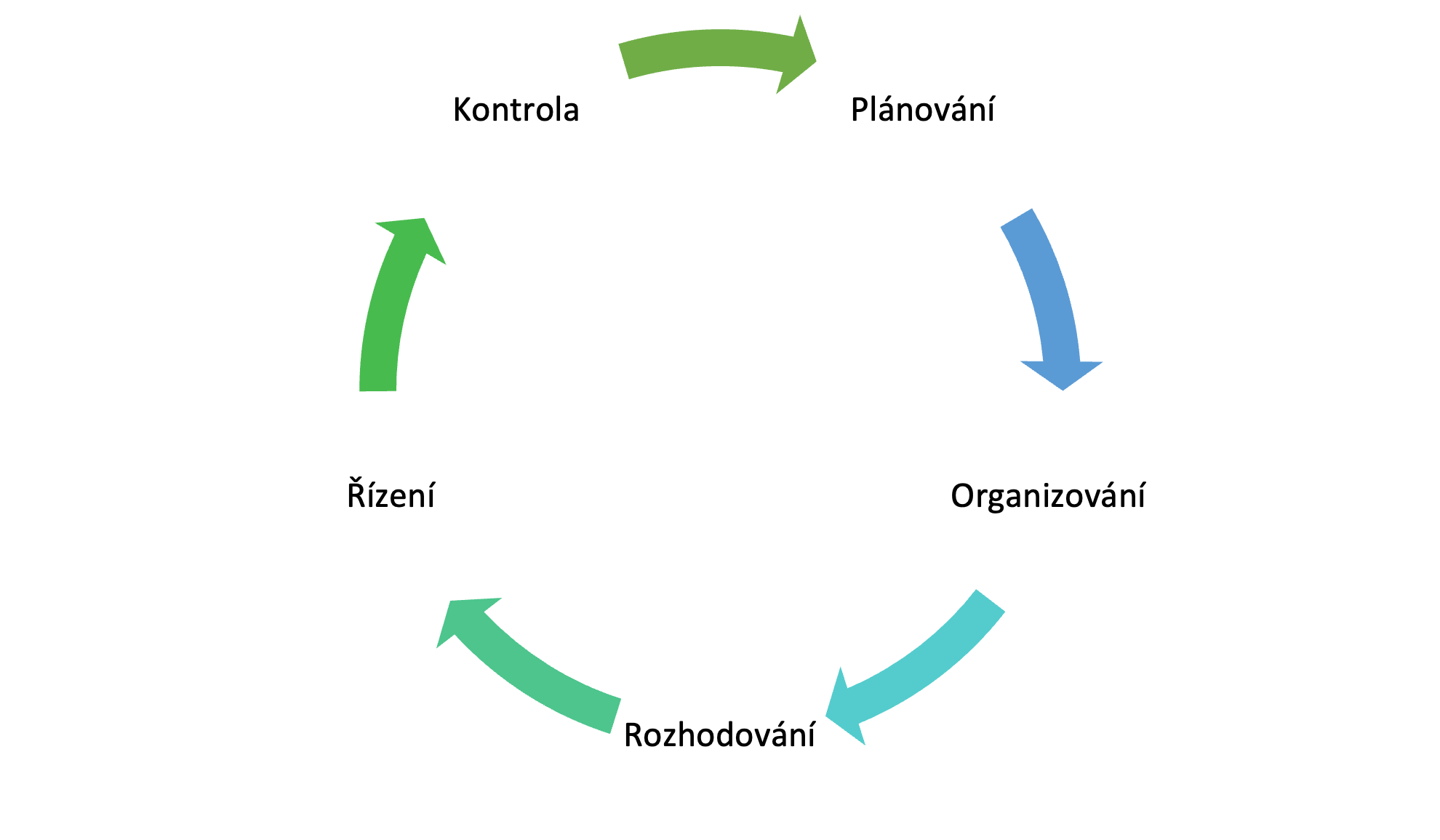
Koloběh správních činností

Je to činnost, která stanovuje a formuje cesty činnosti k dosažení a splnění cílů. Při plánování se porovnává stav mezi tím, kde jsme a tím, kde bychom chtěli být. Důležitou složkou plánování je strategie a taktika. Úředník by neměl věci ponechávat náhodě, měl by plnit vytyčené cíle a tím určovat optimální směr pro realizaci plánů. Tím napomáhá vytvoření efektivních podmínek pro dosažení konečného cíle.
Plány lze členit podle obsahového, časového hlediska a dle hierarchie.

## Organizování
Je účelná činnost, jejímž principem je uspořádání věcí. Velkým faktorem zde hraje čas, důležitost a návaznost jednotlivých aktivit. Organizování je stanovení organizační struktury, které navazuje na organizační řád. Úřady k organizování jednotek proto vytvářejí jednotlivá oddělení jako jsou například odbory a komise.

## Rozhodování
Rozhodování je spojeno s možností volby. Rozhoduje se o tom, co bude předmětem výkonu, kdo, kdy a kde výkon provede, jak se výkon provede a jaké budou použity prostředky. V tomto bodě je důležité, co jsme si dopředu naplánovali. Rozhodování většinou nevykonávají řadoví zaměstnanci, ale managment veřejné správy.
Typ rozhodování bude většinou souviset s tím, v čem se budeme rozhodovat.

## Řízení
Řízení je nepřetržitá činnost, která je spjatá s konečným výsledkem. Je to proces, zahrnuje všechny složky neustále opakujících se činností.
Hlavní orientace nové právní úpravy řízení směřovala k optimálnímu rozsahu kodifikace, zákonnosti a věcné správnosti rozhodování a ke spolehlivým východiskům řešení.
Styly řízení jsou vymezeny v zákoně, dle práva rozeznáváme:
- Správní řízení
- Trestní soudní řízení
- Civilní soudní řízení
- Exekuční řízení
- Notářské řízení
- Insolvenční řízení

## Kontrola
U kontroly se porovnává skutečný zjištěný stav se stavem, který byl naplánován. Zjišťují se odchylky od očekávaného stavu. Kontrola napomáhá zdokonalovat systém a v případě nesrovnalostí mohou padnout i určité právní záruky neboli sankce.
Tento dohled zajišťuje, aby orgány veřejné správy dodržovaly všechny ostatní prvky pravidel práva. Administrativní aktéři musí jednat v rámci moci a mít řádný účel. Musí existovat kontrolní mechanismus, který zajistí, aby všichni aktéři jednali sami v souladu se zákonem.

### Vnitřní kontrola
Kontrolu provádějí orgány veřejné správy. Činnost, kterou provádí interní nebo externí zaměstnanci úřadu (např. vnitřní audit). Rozlišuje se, zda je kontrola zaměřená na hierarchické vztahy nebo na plnění povinností jednotlivých subjektů.

### Vnější kontrola
Tuto kontrolu provádí nezávislé kontrolní orgány, které nejsou součástí úřadu. Kontrola se zejména zabývá zákonností, hospodárností a účelností. O výsledku a průběhu kontroly se pořizuje zápis/protokol. Pokud se zjistí nedostatky, může být zahájeno správní řízení. Například správní dozor, finanční kontrola a obdobné činnosti.

### Ostatní druhy kontrol ve veřejné správě
- Nejvyšší kontrolní úřad – hlava V. Ústavy; pravomoc a působnost: zák. č. 166/1993 Sb., o Nejvyšším kontrolním úřadu. Kontroluje, jak subjekty nakládají s veřejnými financemi. V jeho pravomoci není ukládání sankcí, pouze smí dát podnět k nápravě jinému orgánu státní správy.
- Ústavní soud – Kontrola ústavnosti. Správu ovlivňuje tím, že může přezkoumávat a rušit její rozhodnutí a předpisy a dále nepřímo svou rozhodovací praxí.
- Správní soudy – Přezkum pravomocných správních rozhodnutí na základě žaloby.
- Ombudsman – Dohlíží na dodržování lidských práv, nesmí zasahovat do rozhodnutí soudu.
- Parlament – Kontroluje státní rozpočet, před i po jeho schválení. Kontroluje jednotlivá ministerstva a jejich pořízené orgány. Má možnost konfrontovat vládu skrze interpelace.
- Občané – Kontrolují veřejnou správu pomocí peticí a stížností. [3][2]